# 優しい時代
『優しい時代』（やさしいじだい）は、NHK総合テレビ「土曜ドラマ」で放送されたテレビドラマ。第1部は1978年2月25日 - 3月11日、第2部は11月11日 - 11月25日に放送された。

## 概要
東京の大学を卒業し、郷里の鹿児島県にある高校（ロケ地は鹿児島県立国分高校）に着任した青年教師（篠田三郎）の活躍を描く学園ドラマ。

## キャスト
- 朝倉克己 -  篠田三郎
- 松井葉子 - 檀ふみ
- 宮下健吉 - 松崎しげる
- 梶美智子 - 木村夏江
- 花山和子 - 沢かおり
- 先生たち - 木原光知子、前沢迪雄
- 竹下すえ - 長岡輝子
- 加納の父 - 下川辰平
- 川原の父 - 三国一朗
- 加納恵子 - 斎藤友子
- 川原勝次 - 三浦憲
- 川原の母 - 根岸明美
- 加納の母 - 青木和子
- 島崎校長 - 下元勉
- 久保田教頭 - 長門裕之
- 宮島雪子 - 南沙織
- 松岡 - 沼田爆
- 三木憲吉 - 福田豊土
- 三木和子 - 高田敏江
- 巻村哲雄 - 園田裕久
- 巻村早苗 - 五月晴子
- 三木清絵 - 石原初音
- トレーナー - 三宅裕司
- 大学生 - 山崎雅之、曽根孝志、永田耕一、北原洋子、中津海理恵
- 宮田明
- 矢吹寿子
- 舘ひろし
- 中村研一
- 竜崎勝
- 堀永子
- 佐久間宏則

## スタッフ
- 脚本 - 田向正健
- 音楽 - みなみらんぼう
- 協力 - 鹿児島県国分市
- 方言指導 - 和田勉
- 制作 - 沼野芳脩
- 技術 - 森野文治、小川覚
- 美術 - 中嶋隆美
- 効果 - 加藤宏
- 演出 - 和田勉、富沢正幸、重光亨彦

## サブタイトル

### 第1部
1. 若い恋人たち
2. わが郷土のプレスリー
3. 突然のさよなら

### 第2部
1. 登校しません
2. 男らしく
3. 友情試験